# بي. دبليو. سينجر
بي. دبليو. سينجر هو عالم سياسة وسياسي أمريكي، ولد في 1974.